# NewOS
NewOS to wolnodostępny system operacyjny oparty na mikrojądrze napisanym przez byłego pracownika Be Inc., Travisa Geiselbrechta. Opiera się na pewnych rozwiązaniach z systemów Microsoft Windows NT, BeOS, Solaris a także innych uniksowych.
Obecnie wspierane są architektury:
- x86
- Sega Dreamcast (Hitachi SH-4)
- PowerPC (Macintoshe G3/G4, Pegasos)

W najbliższym czasie planowane jest także przeportowanie systemu na sprzęt klasy:
- ARM
- Sun Blade 100 (UltraSPARC IIe)
- NeXT B&W slab (Motorola 68040)
- SGI Indy (MIPS R5000)
- DEC Multia (Alpha 21064)

Na NewOS bazuje system operacyjny Haiku (dawniej: OpenBeOS).